# Radim Zohorna
Radim Zohorna (* 29. April 1996 in Havlíčkův Brod) ist ein tschechischer Eishockeyspieler, der seit Juli 2025 bei Färjestad BK aus der Svenska Hockeyligan (SHL) unter Vertrag steht und dort auf der Position des linken Flügelstürmers spielt. Zuvor absolvierte Zohorna unter anderem 68 Spiele für die Pittsburgh Penguins, Calgary Flames und Toronto Maple Leafs in der National Hockey League (NHL). Seine älteren Brüder Hynek und Tomáš sind ebenfalls tschechische Nationalspieler.

## Karriere
Radim Zohorna verbrachte seine Juniorenzeit in der Nachwuchsabteilung des HC Havlíčkův Brod in seiner Heimatstadt. Mit 16 Jahren wechselte er zum HC Kometa Brno, wo er 2014 in der Extraliga debütierte. 2017 und 2018 wurde er mit dem Klub tschechischer Meister. Zwischenzeitlich spielte er auch für den SK Horácká Slavia Třebíč in der zweitklassigen 1. Liga. Im Januar 2019 wechselte er zum Extraligakonkurrenten BK Mladá Boleslav. Obwohl ungedrafrtet verpflichteten ihn 2020 die Pittsburgh Penguins aus der National Hockey League. Zunächst wurde er jedoch weiter in Boleslav belassen, bevor er am 25. März 2021 gegen die Buffalo Sabres sein NHL-Debüt gab. Vorwiegend wurde er jedoch bei deren Farmteam Wilkes-Barre/Scranton Penguins in der American Hockey League eingesetzt. Im Oktober 2022 wechselte er zu den Calgary Flames und im März 2023 (im Tausch gegen Dryden Hunt) zu den Toronto Maple Leafs, wobei er auch dort vorwiegend bei den jeweiligen Farmteams in der AHL spielte. 2023 kehrte er nach Pittsburgh zurück und spielte in der Spielzeit 2023/24 erstmals häufiger in der NHL als in der AHL.
Dennoch entschied sich der Tscheche zu einem Wechsel nach Europa und wurde im Anschluss vom HC Lugano aus der Schweizer National League unter Vertrag genommen, bei dem er einen Einjahresvertrag unterzeichnete. Im Anschluss wechselte Zohorna im Sommer 2025 zu Färjestad BK in die Svenska Hockeyligan (SHL).

### International
Für sein Heimatland bestritt Zohorna im Juniorenbereich zwar vereinzelt Länderspiele, wurde aber nicht bei Junioren-Weltmeisterschaften eingesetzt.
Sein WM-Turnierdebüt in der tschechischen Nationalmannschaft gab Zohorna im Alter von 27 Jahren bei der Weltmeisterschaft 2023.

## Erfolge und Auszeichnungen
- 2017 Tschechischer Meister mit dem HC Kometa Brno
- 2018 Tschechischer Meister mit dem HC Kometa Brno

## Karrierestatistik
Stand: Ende der Saison 2024/25

### International
Vertrat Tschechien bei:
- Weltmeisterschaft 2023

(Legende zur Spielerstatistik: Sp oder GP = absolvierte Spiele; T oder G = erzielte Tore; V oder A = erzielte Assists; Pkt oder Pts = erzielte Scorerpunkte; SM oder PIM = erhaltene Strafminuten; +/− = Plus/Minus-Bilanz; PP = erzielte Überzahltore; SH = erzielte Unterzahltore; GW = erzielte Siegtore; 1 Play-downs/Relegation; Kursiv: Statistik nicht vollständig)